# Pachybrachis sonorensis
Pachybrachis sonorensis är en skalbaggsart som beskrevs av Martin Jacoby 1889. Pachybrachis sonorensis ingår i släktet Pachybrachis och familjen bladbaggar. Inga underarter finns listade i Catalogue of Life.